# Пармские Бурбоны
Пармские Бурбоны (итал. Borbone di Parma) — династия, правившая в герцогстве Пармском в 1731—1859 гг. (с перерывами), младшая ветвь Испанских Бурбонов. В настоящее время является правящей династией Люксембурга.

## Бурбоны наПармском троне

### Основание Бурбон-Пармского дома
Через второй брак Филиппа V Испанского в 1714 году с Изабеллой Фарнезе, дочерью герцога Пармы и Пьяченцы Одоардо II, испанские Бурбоны приобрели права на пармский престол. После пресечения династии Фарнезе в мужском колене в 1731 году герцогом Пармы и Пьяченцы стал их сын дон Карлос.
По прелиминарному миру 3 октября 1735 года он уступил герцогство австрийским Габсбургам (зятю императора Карла VI Францу Лотарингскому) в обмен на Неаполь и Сицилию.
Аахенский мир 18 октября 1748 года, завершивший войну за австрийское наследство 1740—1748, вернул Парму и Пьяченцу (добавив княжество Гвасталла) испанским Бурбонам. Герцогскую корону получил младший брат дона Карлоса — дон Фелипе, который основал линию Бурбонов Пармских. В 1765 году её унаследовал его сын Фердинанд.

### Эпоха Наполеона
28 июля 1801 года (по франко-испанскому договору в Сан-Ильдефонсо 1 октября 1800 года) сын и наследник Фердинанда Людовик (1773—1803) занял престол королевства Этрурии, созданного Наполеоном I из Великого герцогства Тосканского. После смерти Фердинанда 9 октября 1802 года Наполеон I отнял у Бурбонов Парму, Пьяченцу и Гвасталлу. Престол Этрурии со смертью Людовика в 1803 году унаследовал его малолетний сын Карл II (1799—1883) при регентстве своей матери Марии Луизы Испанской (1782—1824). 27 октября 1807 года Наполеон I ликвидировал королевство Этрурия, и 10 декабря Карл лишился этрурской короны.

### Пармские Бурбоны и Венский конгресс
По решению Венского конгресса 1815 года Парма и Пьяченца были отданы в пожизненное владение бывшей французской императрице Марии Луизе Австрийской. Пармские Бурбоны в лице Марии Луизы Испанской получили в качестве компенсации герцогство Лукка; после смерти матери в 1824 года его унаследовал Карл II (бывший король Этрурии).

### Закат пармских Бурбонов
В 1847 года с кончиной Марии Луизы Австрийской пармские Бурбоны вернули себе Парму и Пьяченцу: 17 декабря 1847 года герцогство перешло к Карлу II, который перед этим (15 октября) отказался от Лукки (присоединена к Тоскане). После отречения Карла II в 1848 году пармскую корону унаследовал его сын Карл III (1823—1854), а после убийства Карла III в 1854 году — его сын Роберт I (1848—1907). В мае 1859 года народное восстание в Парме свергло герцога Роберта; 12 сентября того же года по решению местного Учредительного собрания Бурбоны были низложены с пармского престола, а Парма и Пьяченца вошли в состав королевства Италия.

## ПослеОбъединения Италии
По смерти Роберта I в 1907 году претендентами на пармскую корону были последовательно его сыновья Энрико (1873—1939), Джузеппе (1875—1950), Элиас (1880—1959) и сын последнего — Роберто Уго (1909—1974). С кончиной бездетного Роберто Уго в 1974 году права перешли к седьмому сыну Роберта I, Хавьеру, карлистскому претенденту на испанский трон, затем к сыну Франческо — Карлосу Уго, а затем к его сыну Карлосу.

## На тронеВеликого герцогства Люксембург
Люксембургская ветвь Бурбонов Пармских. Благодаря браку Феличе Бурбона-Пармского (1893—1970), восьмого сына Роберта I, с великой герцогиней Люксембургской Шарлоттой Оранской (1919) Пармские Бурбоны стали в 1964 году правящей династией Люксембурга: 12 ноября 1964 года престол Великого герцогства занял их сын Жан (1921—2019). В 2000 году он передал люксембургскую корону своему старшему сыну Анри (род. 1955).